# Lloyd Phillip Gerson
Lloyd Phillip Gerson (* 23. Dezember 1948 in Chicago, Illinois) ist ein US-amerikanisch-kanadischer Philosophiehistoriker auf dem Gebiet der antiken Philosophie.
Nach einem B.A. am Grinnell College in Grinnell, Iowa, in Philosophie und Klassischer Philologie im Jahr 1970 erwarb Gerson an der Universität Toronto 1971 einen M.A. und 1975 einen Ph.D. in Philosophie mit einer Dissertation über The Unity of Plato’s Parmenides. 1974–1975 war er Lecturer, 1975–1979 Assistant Professor und 1979–1990 Associate Professor. Seit 1990 ist er Professor für Philosophie an der Universität Toronto.
Gerson ist Mitglied der Royal Society of Canada.
Gerson arbeitet im Wesentlichen zum Neuplatonismus, besonders zu Plotin, aber auch zu Platon und Aristoteles und zur philosophischen Theologie. Er ist mit Carlo Natali und Gerhard Seel Herausgeber der International Studies in Aristotle (Academia Verlag, Sankt Augustin).

## Schriften (Auswahl)
- Platonism and Naturalism. The Possibility of Philosophy. Cornell University Press, Ithaca 2020.
- (Hrsg.).: Plotinus. The Enneads. Translated by George Boys-Stones, John M. Dillon, Lloyd P. Gerson, Richard A. H. King, Andrew Smith and James Wilberding. Cambridge University Press, Cambridge 2018.
- Plotinus’ Ennead V 5 “That the Intelligibles are not External to the Intellect”. Translation with Commentary and Introduction. Las Vegas, Parmenides Press 2013.
- From Plato to Platonism. Cornell University Press, Ithaca 2013.
- (Hrsg.): The Cambridge History of Philosophy in Late Antiquity. Cambridge University Press, Cambridge 2011.
- Ancient Epistemology. Cambridge University Press, Cambridge 2009.
- Aristotle and Other Platonists. Cornell University Press, Ithaca 2005.
- Knowing Persons. A Study in Plato. Oxford University Press, Oxford 2004.
- (Hrsg.): Aristotle: Critical Assessments. 4 Bände. Routledge, London 1999.
- (Hrsg.): Cambridge Companion to Plotinus. Cambridge University Press, Cambridge 1996.
- Plotinus (Arguments of the Philosophers Series). Routledge, London 1994.
- God and Greek Philosophy. Routledge, London 1990.